# 13643 Takushi
13643 Takushi este un asteroid din centura principală de asteroizi.

## Descriere
13643 Takushi este un asteroid din centura principală de asteroizi. A fost descoperit pe 21 aprilie 1996 la Yatsuka de Hiroshi Abe (astronom). Asteroidul prezintă o orbită caracterizată de o semiaxă mare de 2,59 ua, o excentricitate de 0,11 și o înclinație de 13,8° în raport cu ecliptica.